# Monetazione della Tessaglia

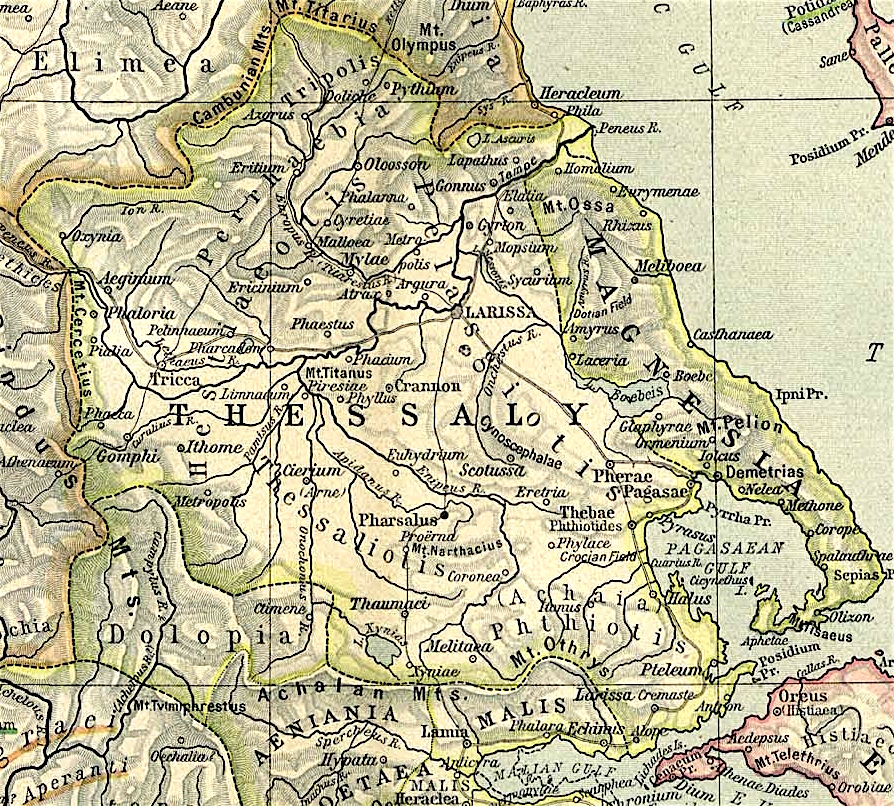
La Tessaglia nell'antichità

La monetazione della Tessaglia riguarda le monetazioni emesse da varie comunità nella antica regione della Tessaglia. Ci sono state sia diverse emissioni di singole città che emissioni federate, che tuttavia non sono continuative. Le prime emissioni nella regione risalgono già al VI secolo a.C.

## Monetazione delle polis
Le monetazioni delle polis della Tessaglia sono diverse tra loro sia per quanto riguarda i tipi rappresentati che per la scelta del piede monetario. Comuni sono i tipi con il domatore di tori e con il cavallo.
Le comunità più rilevanti sono Larissa e Phearae. Le altre comunità che hanno emesso monete sono numerose. Tra queste:
- Aenianes
- Atrax
- Kierion
- Krannon
- Demetrias
- Eccarra
- Eurea
- Eurymenae
- Gomphi / Philippopolis
- Gonnus
- Gyrton
- Halus
- Heracleia Trachinia
- Homolium
- Hypata
- Lamia
- Larissa Cremaste
- i Magnetes
- Meliboea
- Melitaea
- Methydrium
- Metropolis
- Mopsium
- Orthe
- Pelinna
- Phakion
- Pharsalos
- Skotussa
- Trikka

### Larissa
(Svetonio, vita di Claudio, 21)
Larissa inizia a coniare prima di ogni altra città della Tessaglia.
Le prime monetazioni della città di Larissa risalgono al VI secolo a.C. e sono coniate con un piede persiano di 5,7 g; monete di questo peso furono coniate fino alla Battaglia di Platea del 479 a.C.; nello stesso tempo inizia una monetazione secondo il piede eginetico, (6,3 g), che usa la dracma, il triobolo e l'obolo. Questa monetazione prevalse nel quinto secolo a.C., dopo la completa sconfitta dei Persiani.
La scelta di questo piede monetario mostra la sua forte rilevanza economica: il commercio di Larissa si sposta di più verso la Beozia e la Focide e un po' meno verso Atene o l'Eubea.
In questa prima fase sono battute dracme, emidracme, trihemioboli e oboli. I tipi sono il cavallo e spighe di grano al dritto, probabilmente un'allusione alla fertile regione della Tessaglia, e sul rovescio il "sandalo di Giasone". Il sandalo di Giasone di riferisce alla leggenda della perdita di uno dei sandali dell'eroe nel guado del fiume Anaurus.
Comuni sono anche gli esemplari, che mostrano la ninfa Larisa, di cui si sa che è affogata, giocando con la palla, nel fiume Peneios, il fiume su cui sorge la città.
Dalla metà del V secolo ricorre sempre più il tipo del domatore di tori al dritto e al rovescio del cavallo rampante con le briglie sciolte. Queste immagini si riferiscono al culto locale di Poseidone, in cui onore viene catturato e sacrificato un toro selvatico, e anche alla raffigurazione del dio Poseidone in forma di cavallo o di toro.
Le monetazioni della prima metà del IV secolo a.C. mostrano al dritto la testa della ninfa Larisa di tre quarti, che si rifà stilisticamente a quelle di Siracusa, e al rovescio mostrano un cavallo al pascolo o al passo.
Dal 334/3 a.C. ha termine l'attività di emissione nello stile locale, dato che la Tessaglia ricade sotto la signoria di Filippo II di Macedonia e del figlio Alessandro Magno.

### Pherae
La città di Pherae, o Fere, si trova a sud di Larissa, non molto distante da quest'ultima. Nell'antichità era per importanza la seconda città della Tessaglia.
Le monete di Pherae del periodo classico mostrano al dritto il tipo del domatore del toro con il petaso e al rovescio un cavallo con le briglie al galoppo o una protome leonina, che è interpretata come riferimento alla fonte Hyperia. Dalla seconda metà del V secolo a.C. furono coniate anche monete con la testa di Hekate al dritto e la ninfa Hyperia al rovescio.

## Monetazione federale
La monetazione comune della Tessaglia non fu continuativa e può essere suddivisa in più fasi.
La fase più antica inizia cerso il 470 a.C. e termina nel 450 a.C. Furono coniate monete d'argento con al dritto il tipo del cavallo che balza fuori dalle rocce, una rappresentazione della creazione del primo cavallo da parte di Poseidone e al rovescio una spiga di grano con le brattee, probabilmente un riferimento alla fertilità della regione e al culto locale di Ecate. Con questa prima fase di coniazioni non è ancora chiaro se si tratti di una emissione della "federazione dei Tassali" o di emissioni di una associazione che afferma di essere in grado di parlare per tutta la Tessaglia.
La seconda fase di coniazione, dal 361/360 al 353/352 a.C. trova riferimento nella lotta della koinon dei Tessali con gli Ateniesi contro il tiranno Alessandro di Fere. Le monete potrebbero anche essere state emesso in seguito, fino all'attacco di Filippo II di Macedonia. Generalmente sembra anche che l'importanza delle monete possa essere poca perché se ne conoscono solo quattro esemplari per il bronzo. Al dritto la monete nostrano un ritratto maschile barbato di profilo con una corona di quercia e al rovescio un cavallo rampante sulle zampe posteriori.
La terza fase delle coniazioni federali inizia verso il 197 a.C., quando le truppe romane sconfiggono le macedoniche e viene di nuovo formata la koinon tessalica. Le monete di questa fase sono le uniche che recano la legenda ΘΕΣΣΑΛΩΝ (THESSALŌN, "dei Tessali"). I tipi di questa ultima fase di coniazioni sono ad esempio Zeus di profilo con una corona di quercia al dritto e un guerriero armato con scudo ed elmo al rovescio. Le monete furono coniate ininterrottamente, con una interruzione in periodo augusteo, fino al regno di Gallieno.